# Bejt El
Bejt El (hebrejsky בֵּית אֵל‎, doslova „Dům Boží“; v oficiálním přepisu do angličtiny Bet El, přepisováno též Beit El) je izraelská osada a místní rada (malé město) na Západním břehu Jordánu v distriktu Judea a Samaří.

## Geografie
Nachází se přibližně 5 kilometrů severoseverovýchodně od Ramalláhu, 18 kilometrů severně od historického jádra Jeruzaléma a asi 45 kilometrů jihovýchodně od Tel Avivu v jižní části hornatiny Samařska, v nadmořské výšce 860 metrů.

## Dějiny
Novodobý Bejt El byl založen 1. listopadu 1977 poblíž stejnojmenné starověké židovské lokality Bét-el, na jejímž místě se nyní rozkládá arabská vesnice Bejtin. Prvními osadníky bylo sedmnáct rodin, které zde obsadily opuštěnou vojenskou základnu. Osada se později rozdělila na dvě samostatné části: Bejt El Alef (nábožensky orientovaná rezidenční komunita) a Bejt El Bet (komunita soustředěná okolo zdejší ješivy. V roce 1997 se tyto obě části opětovně sloučily do jedné obce.
Velká část obyvatel dojíždí za prací do Jeruzaléma. V samotném Bejt El se nachází několik soukromých podniků, včetně továrny na výrobu modlitebních řemínků. Bejt El je situován do vnitrozemí Západního břehu Jordánu a obklopen několika arabskými vesnicemi. Jeho budoucnost závisí na případné mírové dohodě mezi Izraelci a Palestinci.

## Demografie
Podle údajů z roku 2009 tvořili naprostou většinu obyvatel Židé – cca 5 500 osob (včetně statistické kategorie "ostatní", která zahrnuje nearabské obyvatele židovského původu ale bez formální příslušnosti k židovskému náboženství). Velká část obyvatel obce patří mezi stoupence náboženského sionismu. Žije zde také početná skupina židovských přistěhovalců z Indie (tzv. Bnej Menaše) z Manípuru a Mizóramu.
Rabíny obce jsou Šlomo Aviner a Zalman Baruch Melamed, který je také roš ješiva.
Jde o středně velkou obec městského typu s dlouhodobě rostoucí populací. K 31. prosinci 2017 zde žilo 6 100 lidí.
| Rok            | 1980 | 1981 | 1982 | 1983 | 1984 | 1985 | 1986 | 1987 | 1988 | 1989 | 1990 |
| -------------- | ---- | ---- | ---- | ---- | ---- | ---- | ---- | ---- | ---- | ---- | ---- |
| Počet obyvatel | 310  | 420  | 900  | 1030 | 1140 | 1270 | 1450 | 1610 | 2320 | 1840 | 2020 |

| Rok            | 1991 | 1992 | 1993 | 1994 | 1995 | 1996 | 1997 | 1998 | 1999 | 2000 |
| -------------- | ---- | ---- | ---- | ---- | ---- | ---- | ---- | ---- | ---- | ---- |
| Počet obyvatel | 2300 | 2690 | 2910 | 3110 | 3330 | 3460 | 3450 | 3570 | 3800 | 4000 |

| Rok            | 2001 | 2002 | 2005 | 2006 | 2007 | 2008 | 2009 | 2010 | 2011 | 2012 | 2013 | 2014 | 2015 | 2016 | 2017 |
| -------------- | ---- | ---- | ---- | ---- | ---- | ---- | ---- | ---- | ---- | ---- | ---- | ---- | ---- | ---- | ---- |
| Počet obyvatel | 4200 | 4400 | 5000 | 5200 | 5300 | 5400 | 5500 | 5600 | 5800 | 5900 | 5900 | 6000 | 6000 | 6100 | 6100 |

* údaje zaokrouhleny na stovky